# Gueneria congrua
Gueneria congrua är en fjärilsart som beskrevs av Walker 1866. Gueneria congrua ingår i släktet Gueneria och familjen mätare. Inga underarter finns listade i Catalogue of Life.